# Giải quần vợt Úc Mở rộng 2025
Giải quần vợt Úc Mở rộng 2025 là một giải quần vợt Grand Slam được diễn ra tại Melbourne Park từ ngày 12 tháng 1 đến ngày 26 tháng 1 năm 2025. Đây là lần thứ 113 Giải quần vợt Úc Mở rộng được tổ chức, lần thứ 57 trong Kỷ nguyên Mở và là giải Grand Slam đầu tiên trong năm. Giải đấu bao gồm các nội dung đơn, đôi và đôi nam nữ dành cho các vận động viên chuyên nghiệp. Các vận động viên trẻ và xe lăn sẽ tham dự ở nội dung đơn và đôi. Giống như những năm trước, nhà tài trợ chính của giải đấu là Kia.
Jannik Sinner là nhà vô địch nội dung đơn nam, còn Madison Keys là nhà vô địch nội dung đơn nữ.

## Thể thức

### Thể thức
Ở nội dung đơn nam và đơn nữ, có 128 tham dự vòng đấu chính (R128). Còn nội dung đôi nam và đôi nữ có 64 đôi tranh tài (R64). Nội dung hỗn hợp (đôi nam nữ) có 32 đôi tranh tài (R32).
Các tay vợt nằm trong top đầu trên Bảng xếp hạng được chia thành hạt giống (seed). Tất cả tay vợt tham dự (kể cả hạt giống) được chia thành từng nhánh do BTC bốc thăm. Giải diễn ra theo thể thức loại trực tiếp (knock-out), ai thắng thì vào vòng trong và cứ thế đến khi tìm ra được nhà vô địch ở trận chung kết (final).

### Phân bổ suất tham dự
Nội dung đơn nam và đơn nữ có tổng cộng 128 tay vợt tham dự vòng đấu chính (R128) dựa trên:
- 104 người vào thẳng vòng đấu chính nhờ vị trí trên Bảng xếp hạng của ATP và WTA (top 104);
- 8 vé đặc cách (Wild Card - WC) do ban tổ chức lựa chọn;
- 16 suất vượt qua vòng loại.

Top 104 được xác định dựa trên Bảng xếp hạng được công bố trước khi vòng đấu chính bắt đầu 6 tuần. Chẳng hạn như giải năm 2025 khởi tranh từ 12/01/2025 thì thời điểm chốt vị trí của các tay vợt được tính ở Bảng xếp hạng ngày 02/12/2024.
Tuy nhiên, có trường hợp lọt top 104 vẫn không được tham dự. Nguyên nhân là bởi có một quy tắc khác xuất hiện, đó là "thứ bậc bảo vệ/đặc biệt" (Protected Ranking - PR). Theo đó, một tay vợt được phép "đóng băng", ấn định thứ bậc ở thời điểm bắt đầu nghỉ thi đấu, rồi sử dụng vị trí đó để tham dự các giải đấu khi trở lại (nếu có lý do chính đáng và hợp lệ).
Ví dụ như trường hợp của tay vợt Belinda Bencic. Ngày 02/12/2024, Bencic xếp vị trí 913 thế giới, nhưng được hưởng quyền PR vì nghỉ thai sản (13 tháng) với hạng 15. Khi đó, trong danh sách các tay vợt nhận suất trực tiếp vào thẳng vòng 1, Bencic giữ vị trí thứ 16, ngay phía dưới tay vợt số 15 thế giới Jeļena Ostapenko. Điều tương tự áp dụng với 5 tay vợt nữ khác, qua đó lấy đi 6 tấm vé vốn dành cho những đồng nghiệp nằm trong top 104 thế giới, tương ứng với các tay vợt từ vị trí 99 đến 104. Như vậy thì Top 98 mới được tham dự vòng đấu chính.
Tuy nhiên, nếu không thuộc 3 trường hợp được tham dự R128 thì vẫn còn một con đường khác: Tay vợt được tham dự R128 rút lui. Theo đó, khi tay vợt giải rút lui trước khi giải khởi tranh, sẽ có tay vợt thay thế khác được lấp vào chỗ trống đó. Trường hợp này gọi là "người thua may mắn" (Lucky Loser - LL).

## Tóm tắt kết quả

### Đơn nam
| Vô địch                  | Vô địch                    | Á quân                      | Á quân                          |
| ------------------------ | -------------------------- | --------------------------- | ------------------------------- |
| Jannik Sinner [1]        | Jannik Sinner [1]          | Alexander Zverev [2]        | Alexander Zverev [2]            |
| Bán kết                  |                            |                             |                                 |
| Ben Shelton [21]         | Ben Shelton [21]           | Novak Djokovic [7]          | Novak Djokovic [7]              |
| Tứ kết                   |                            |                             |                                 |
| Alex de Minaur [8]       | Lorenzo Sonego             | Carlos Alcaraz [3]          | Tommy Paul [12]                 |
| Vòng 4                   |                            |                             |                                 |
| Holger Rune [13]         | Alex Michelsen             | Gaël Monfils                | Learner Tien (Q)                |
| Jiří Lehečka [24]        | Jack Draper [15]           | Alejandro Davidovich Fokina | Ugo Humbert [14]                |
| Vòng 3                   |                            |                             |                                 |
| Marcos Giron             | Miomir Kecmanović          | Karen Khachanov [19]        | Francisco Cerúndolo [31]        |
| Taylor Fritz [4]         | Lorenzo Musetti [16]       | Fábián Marozsán             | Corentin Moutet                 |
| Tomáš Macháč [26]        | Benjamin Bonzi             | Aleksandar Vukic            | Nuno Borges                     |
| Jakub Menšík             | Roberto Carballés Baena    | Arthur Fils [20]            | Jacob Fearnley                  |
| Vòng 2                   |                            |                             |                                 |
| Tristan Schoolkate (WC)  | Tomás Martín Etcheverry    | Hubert Hurkacz [18]         | Matteo Berrettini               |
| James McCabe (WC)        | Gabriel Diallo             | Facundo Díaz Acosta         | Tristan Boyer (Q)               |
| Cristian Garín (Q)       | Daniel Altmaier            | Pablo Carreño Busta (PR)    | Denis Shapovalov                |
| João Fonseca (Q)         | Frances Tiafoe [17]        | Mitchell Krueger (Q)        | Daniil Medvedev [5]             |
| Jaime Faria (Q)          | Reilly Opelka (PR)         | Hugo Gaston                 | Francesco Passaro (LL)          |
| Thanasi Kokkinakis       | Sebastian Korda [22]       | Jordan Thompson [27]        | Yoshihito Nishioka              |
| Casper Ruud [6]          | Félix Auger-Aliassime [29] | James Duckworth             | Kei Nishikori (PR)              |
| Hady Habib (Q)           | Quentin Halys              | Arthur Cazaux               | Pedro Martínez                  |
| Vòng 1                   |                            |                             |                                 |
| Nicolás Jarry            | Taro Daniel                | Yannick Hanfmann            | Flavio Cobolli [32]             |
| Tallon Griekspoor        | Dušan Lajović              | Cameron Norrie              | Zhang Zhizhen                   |
| Stefanos Tsitsipas [11]  | Martín Landaluce (Q)       | Luca Nardi                  | Adrian Mannarino                |
| Alexander Bublik         | Zizou Bergs                | Federico Coria              | Botic van de Zandschulp         |
| Jenson Brooksby (PR)     | Borna Ćorić                | Francisco Comesaña          | Giovanni Mpetshi Perricard [30] |
| Brandon Nakashima        | Kamil Majchrzak (Q)        | Roberto Bautista Agut       | Matteo Arnaldi                  |
| Andrey Rublev [9]        | Stan Wawrinka (WC)         | Thiago Seyboth Wild         | Arthur Rinderknech              |
| Alexei Popyrin [25]      | Rinky Hijikata             | Camilo Ugo Carabelli        | Kasidit Samrej (WC)             |
| Nishesh Basavareddy (WC) | Pavel Kotov                | Gauthier Onclin (Q)         | Sumit Nagal                     |
| Li Tu (WC)               | Omar Jasika (WC)           | David Goffin                | Grigor Dimitrov [10]            |
| Mariano Navone           | Roman Safiullin            | Damir Džumhur               | Lukáš Klein (Q)                 |
| Dominik Koepfer (Q)      | Alexandre Müller           | Aziz Dougaz (Q)             | Alexander Shevchenko            |
| Jaume Munar              | Nikoloz Basilashvili (Q)   | Shang Juncheng              | Jan-Lennard Struff              |
| Alejandro Tabilo [23]    | Dominic Stricker (PR)      | Thiago Monteiro (Q)         | Christopher O'Connell           |
| Matteo Gigante (Q)       | Bu Yunchaokete             | Adam Walton                 | Otto Virtanen                   |
| Sebastián Báez [28]      | Nick Kyrgios (PR)          | Luciano Darderi             | Lucas Pouille (WC)              |

### Đơn nữ
| Vô địch                       | Vô địch               | Á quân                   | Á quân                 |
| ----------------------------- | --------------------- | ------------------------ | ---------------------- |
| Madison Keys [19]             | Madison Keys [19]     | Aryna Sabalenka [1]      | Aryna Sabalenka [1]    |
| Bán kết                       |                       |                          |                        |
| Paula Badosa [11]             | Paula Badosa [11]     | Iga Świątek [2]          | Iga Świątek [2]        |
| Tứ kết                        |                       |                          |                        |
| Anastasia Pavlyuchenkova [27] | Coco Gauff [3]        | Elina Svitolina [28]     | Emma Navarro [8]       |
| Vòng 4                        |                       |                          |                        |
| Mirra Andreeva [14]           | Donna Vekić [18]      | Belinda Bencic (PR)      | Olga Danilović         |
| Elena Rybakina [6]            | Veronika Kudermetova  | Daria Kasatkina [9]      | Eva Lys (LL)           |
| Vòng 3                        |                       |                          |                        |
| Clara Tauson                  | Magdalena Fręch [23]  | Diana Shnaider [12]      | Laura Siegemund        |
| Leylah Fernandez [30]         | Naomi Osaka           | Marta Kostyuk [17]       | Jessica Pegula [7]     |
| Dayana Yastremska [32]        | Danielle Collins [10] | Beatriz Haddad Maia [15] | Jasmine Paolini [4]    |
| Ons Jabeur                    | Yulia Putintseva [24] | Jaqueline Cristian       | Emma Raducanu          |
| Vòng 2                        |                       |                          |                        |
| Jéssica Bouzas Maneiro        | Tatjana Maria         | Anna Blinkova            | Moyuka Uchijima        |
| Ajla Tomljanović (WC)         | Harriet Dart (LL)     | Anastasia Potapova       | Zheng Qinwen [5]       |
| Jodie Burrage (PR)            | Cristina Bucșa        | Karolína Muchová [20]    | Suzan Lamens           |
| Talia Gibson (WC)             | Jule Niemeier         | Liudmila Samsonova [25]  | Elise Mertens          |
| Iva Jovic (WC)                | Danka Kovinić (PR)    | Elena-Gabriela Ruse (Q)  | Destanee Aiava (Q)     |
| Erika Andreeva                | Katie Boulter [22]    | Caroline Dolehide        | Renata Zarazúa         |
| Wang Xiyu                     | Camila Osorio         | Zhang Shuai (WC)         | Wang Yafan             |
| Varvara Gracheva              | Lucia Bronzetti       | Amanda Anisimova         | Rebecca Šramková       |
| Vòng 1                        |                       |                          |                        |
| Sloane Stephens               | Sonay Kartal          | Bernarda Pera            | Linda Nosková [29]     |
| Polina Kudermetova (Q)        | Daria Saville (WC)    | Magda Linette            | Marie Bouzková         |
| Elisabetta Cocciaretto        | Ashlyn Krueger        | Jana Fett (Q)            | Diane Parry            |
| Yuan Yue                      | Tamara Zidanšek (Q)   | Hailey Baptiste          | Anca Todoni (Q)        |
| Sofia Kenin                   | Léolia Jeanjean (Q)   | Chloé Paquet (WC)        | Yuliia Starodubtseva   |
| Nadia Podoroska               | Caroline Garcia       | Veronika Erjavec (Q)     | Jeļena Ostapenko [16]  |
| Wang Xinyu                    | Zeynep Sönmez         | Maja Chwalińska (Q)      | Nao Hibino (Q)         |
| Kamilla Rakhimova             | Arantxa Rus           | Viktorija Golubic (Q)    | Maya Joint (WC)        |
| Emerson Jones (WC)            | Nuria Párrizas Díaz   | Lulu Sun                 | Mayar Sherif           |
| Ann Li                        | Irina-Camelia Begu    | Greet Minnen             | Daria Snigur (Q)       |
| Julia Riera (Q)               | Zheng Saisai (PR)     | Olivia Gadecki           | Rebecca Marino         |
| Sorana Cîrstea                | Sára Bejlek (Q)       | Taylor Townsend          | Wei Sijia (Q)          |
| Peyton Stearns                | Julia Grabher (PR)    | Anhelina Kalinina        | Maria Sakkari [31]     |
| Elina Avanesyan               | McCartney Kessler     | Anna Bondár              | Viktoriya Tomova       |
| Kimberly Birrell (Q)          | Caty McNally (PR)     | Petra Martić (LL)        | Victoria Azarenka [21] |
| Ekaterina Alexandrova [26]    | María Lourdes Carlé   | Katie Volynets           | Kateřina Siniaková     |

## Nhà vô địch
| Nội dung                | Vô địch                               | Tỷ số                     | Á quân                                 |
| ----------------------- | ------------------------------------- | ------------------------- | -------------------------------------- |
| Đơn nam                 | Jannik Sinner                         | 6–3, 7–6(7–4), 6–3        | Alexander Zverev                       |
| Đơn nữ                  | Madison Keys                          | 6–3, 2–6, 7–5             | Aryna Sabalenka                        |
| Đôi nam                 | Harri Heliövaara / Henry Patten       | 6–7(16–18), 7–6(7–5), 6–3 | Simone Bolelli / Andrea Vavassori      |
| Đôi nữ                  | Kateřina Siniaková / Taylor Townsend  | 6–2, 6–7(4–7), 6–3        | Hsieh Su-wei / Jeļena Ostapenko        |
| Đôi nam nữ              | Olivia Gadecki / John Peers           | 3–6, 6–4, [10–6]          | Kimberly Birrell / John-Patrick Smith  |
| Đơn nam xe lăn          | Alfie Hewett                          | 6–4, 6–4                  | Tokito Oda                             |
| Đơn nữ xe lăn           | Yui Kamiji                            | 6–2, 6–2                  | Aniek van Koot                         |
| Đơn xe lăn hạng hỗn hợp | Sam Schröder                          | 7–6(9–7), 7–5             | Niels Vink                             |
| Đôi nam xe lăn          | Alfie Hewett / Gordon Reid            | 6–2, 6–4                  | Daniel Caverzaschi / Stéphane Houdet   |
| Đôi nữ xe lăn           | Li Xiaohui / Wang Ziying              | 6–2, 6–3                  | Manami Tanaka / Zhu Zhenzhen           |
| Đôi xe lăn hạng hỗn hợp | Andy Lapthorne / Sam Schröder         | 6–1, 6–4                  | Guy Sasson / Niels Vink                |
| Đơn nam trẻ             | Henry Bernet                          | 6–3, 6–4                  | Benjamin Willwerth                     |
| Đơn nữ trẻ              | Wakana Sonobe                         | 6–0, 6–1                  | Kristina Penickova                     |
| Đôi nam trẻ             | Maxwell Exsted / Jan Kumstát          | 7–6(8–6), 6–3             | Ognjen Milić / Egor Pleshivtsev        |
| Đôi nữ trẻ              | Annika Penickova / Kristina Penickova | 6–4, 6–2                  | Emerson Jones / Hannah Klugman         |
| Đơn nam trẻ xe lăn      | Charlie Cooper                        | 6–2, 6–2                  | Alexander Lantermann                   |
| Đơn nữ trẻ xe lăn       | Vitória Miranda                       | 0–6, 6–3, 7–6(10–4)       | Sabina Czauz                           |
| Đôi nam trẻ xe lăn      | Luiz Calixto / Charlie Cooper         | 6–3, 6–0                  | Alexander Lantermann / Benjamin Wenzel |
| Đôi nữ trẻ xe lăn       | Luna Gryp / Vitória Miranda           | 6–1, 6–1                  | Sabina Czauz / Ailina Mosko            |

## Điểm và tiền thưởng

### Phân phối điểm
Dưới đây là bảng phân bố điểm cho từng giai đoạn của giải đấu.

#### Vận động viên chuyên nghiệp
| Sự kiện | VĐ   | CK   | BK  | TK  | Vòng 1/16 | Vòng 1/32 | Vòng 1/64 | Vòng 1/128 | Q   | Q3  | Q2  | Q1  |
| Đơn nam | 2000 | 1300 | 800 | 400 | 200       | 100       | 50        | 10         | 30  | 16  | 8   | 0   |
| Đôi nam | 2000 | 1200 | 720 | 360 | 180       | 90        | 0         | N/A        | N/A | N/A | N/A | N/A |
| Đơn nữ  | 2000 | 1300 | 780 | 430 | 240       | 130       | 70        | 10         | 40  | 30  | 20  | 2   |
| Đôi nữ  | 2000 | 1300 | 780 | 430 | 240       | 130       | 10        | N/A        | N/A | N/A | N/A | N/A |

| Sự kiện  | VĐ  | CK  | BK  | TK  | Vòng 1/16 |
| Đơn      | 800 | 500 | 375 | 200 | 100       |
| Đôi      | 800 | 500 | 375 | 100 | N/A       |
| Đơn quad | 800 | 500 | 375 | 200 | 100       |
| Đôi quad | 800 | 500 | 375 | 100 | N/A       |

| Sự kiện     | VĐ   | CK  | BK  | TK  | Vòng 1/16 | Vòng 1/32 | Q   | Q3  |
| Đơn nam trẻ | 1000 | 700 | 490 | 300 | 180       | 90        | 25  | 20  |
| Đơn nữ trẻ  | 1000 | 700 | 490 | 300 | 180       | 90        | 25  | 20  |
| Đôi nam trẻ | 750  | 525 | 367 | 225 | 135       | N/A       | N/A | N/A |
| Đôi nữ trẻ  | 750  | 525 | 367 | 225 | 135       | N/A       | N/A | N/A |

### Tiền thưởng
Tổng số tiền thưởng của Giải quần vợt Úc Mở rộng 2025 tăng 11.6% lên mức kỷ lục giải đấu là A$96,500,000.
Những tay vợt tham dự vòng 1 của vòng đấu chính nội dung đơn nhận được A$132,000, tăng 10% so với năm 2024. Tỷ lệ tăng cao nhất là ở vòng 3 của nội dung đơn, khi tiền thưởng tăng 13.7% lên A$290,000. Trong thập kỷ qua, tổng số tiền thưởng đã tăng 119.3%, từ A$44 triệu vào năm 2016.
| Sự kiện    | VĐ          | CK          | BK          | TK        | Vòng 1/16 | Vòng 1/32 | Vòng 1/64 | Vòng 1/128 | Q3       | Q2       | Q1       |
| Đơn        | A$3,500,000 | A$1,900,000 | A$1,100,000 | A$665,000 | A$420,000 | A$290,000 | A$200,000 | A$132,000  | A$72,000 | A$49,000 | A$35,000 |
| Đôi        | A$810,000   | A$440,000   | A$250,000   | A$142,000 | A$82,000  | A$58,000  | A$40,000  | N/A        | N/A      | N/A      | N/A      |
| Đôi nam nữ | A$175,000   | A$97,750    | A$52,500    | A$27,750  | A$14,000  | A$7,250   | N/A       | N/A        | N/A      | N/A      | N/A      |
| Đơn xe lăn | A$          | A$          | A$          | A$        | N/A       | N/A       | N/A       | N/A        | N/A      | N/A      | N/A      |
| Đôi xe lăn | A$          | A$          | A$          | N/A       | N/A       | N/A       | N/A       | N/A        | N/A      | N/A      | N/A      |
| Đơn quad   | A$          | A$          | A$          | N/A       | N/A       | N/A       | N/A       | N/A        | N/A      | N/A      | N/A      |
| Đôi quad   | A$          | A$          | N/A         | N/A       | N/A       | N/A       | N/A       | N/A        | N/A      | N/A      | N/A      |